# 서상면 (함양군)
서상면(西上面)은 대한민국 경상남도 함양군의 면이다. 넓이는 55.91km2이고, 인구는 2011년 기준으로 792세대 1,853명이다.

## 개요
서상면은 전라북도 장수군과 접경을 이루는 도계에 위치하고 있으며, 통영대전고속도로의 서상 나들목이 있어 교통이 편리하다. 국립공원 제 10호인 덕유산을 비롯한 월봉산, 거망산, 백운산, 깃대봉, 할미봉, 서래봉 등 1,000m 이상 되는 고산준령이 병풍처럼 둘러싸여 있으며, 특히 겨울 눈꽃이 아름다운 남덕유산이 있어 많은 산악인들이 찾는 곳이다.

## 법정리
- 금당리(金塘里)
- 대남리(大南里)
- 도천리(道川里): 서상면 행정복지센터 소재지
- 상남리(上南里)
- 옥산리(玉山里)
- 중남리(中南里)

## 문화
논개의 묘지, 항일 의병대장 문태서 장군의 생가터와 청소년의 수련장인 덕유교육원, 신라고찰 영각사, 도지정기념 제174호인 방지산성, 그리고 부전계곡과 백운산 등 문화유적과 자연생태의 보존이 잘되어 있다. 금당리 추상마을 뒤 백두대간에는 산삼자연휴양림이 조성되어 있어 자연 속에서 휴식을 취할 수도 있다. 골프 마니아들을 위한 함양리조트도 면내에 있다.

## 특산물
지역 특산물로는 게르마늄이 함유된 토양에서 재배되는 산양삼, 파프리카, 사과, 곶감, 화훼, 오미자, 산머루, 느타리버섯, 새송이버섯 등이 있다.

## 교육
- 서상초등학교
- 덕남초등학교 (폐교): 서상면 덕유월성로 347 (덕남리)
- 서상중학교
- 서상고등학교

## 교통
서상버스터미널에서 동서울, 서부산, 장계 등 다양한 행선지의 버스가 발착한다. 통영대전고속도로 서상 나들목이 있다. 철도로는 대삼선이 계획되어 서상역이 설치될 예정이었으나 무산되었다.